# Constantin Teașcă
Constantin Teașcă, noto come Titi (Giurgiu, 25 settembre 1922 – Bucarest, 30 luglio 1996), è stato un allenatore di calcio e calciatore rumeno, di ruolo centrocampista.

## Palmarès

### Allenatore

#### Competizioni nazionali
- Campionato rumeno: 1

Dinamo Bucarest: 1961-1962
- Coppa di Romania: 1

Universitatea Craiova: 1976-1977

## Opere
- (RO)  Constantin Teaşcă, Fotbal și fotbaliști la diferite meridiane, Bucarest, Editura Uniunii de Cultură Fizică şi Sport, 1962.
- (RO)  Constantin Teaşcă, Fotbal la poalele Cordilierilor, Bucarest, Editura Uniunii de Cultură Fizică şi Sport, 1965.
- (RO)  Constantin Teaşcă, Din nou pe meridianele fotbalului, Bucarest, Editura Uniunii de Cultură Fizică şi Sport, 1967.
- (RO)  Constantin Teaşcă, Ce rău v-am făcut?, Iași, Junimea, 1975.
- (RO)  Constantin Teaşcă, Păpușarii, Bucarest, Cartea Românească, 1984.
- (RO)  Constantin Teaşcă, Competiții de neuitat, Bucarest, Sport-Turism, 1989.